# Свети Илия (връх, 1377 м)
Вижте пояснителната страница за други значения на Свети Илия.
Свети Илия е връх в Същинска Средна гора, в околностите на град Копривщица.
Върхът, наречен в чест на Свети пророк Илия се намира в близост с върховете Белия камък (1408 m) и връх Чумина (1365 m). От близкото до върха било на Средна гора се откриват красиви гледки към Стара планина и нейния първенец връх Ботев на северо-изток и към връх Буная (1572 m) на юго-запад.
Местността е удобна за посещения с подходящия си продължителен сезон и разнообразен терен. Това прави района добър за туризъм, включително и за вело и мотокрос както в околностите на Копривщица, така и на Антон, Душанци, Клисура и Стрелча.
Връх Свети Илия е увенчан с голяма купчина скали, в основата на които има малко оброчище „Свети Илия“, което се посещава всяка година на църковния празник Илинден. През август 2021 година местни вярващи монтират на върха висок мраморен кръст. Поставени са и две икони с лика на Илия – една на източната и една на западната страна на скулптурата.

## Туристически маршрути
Копривщица – в. Свети Илия – Клисура
Копривщица – параклис  „Св. Спас“ – връх Свети Илия – местност Чумина – местност Билото – връх Св. Атанас – Копривщица